# Hypatia (cratère)
Pour les articles homonymes, voir Hypatia.
Hypatia (littéralement en français : Hypathie) est un cratère d'impact lunaire de 38,82 km de diamètre situé dans le quadrangle LAC-78, le long de la bordure nord-ouest de Sinus Asperitatis, une baie sur la bordure sud-ouest de la mer de la Tranquillité. Il a été nommé en référence à la mathématicienne et philosophe Hypatie d'Alexandrie. Le cratère le plus proche avec un éponyme est Alfraganus à l'ouest-sud-ouest. Toutefois, plus au sud-sud-est, à travers la mer lunaire, se trouve le cratère proéminent Theophilus.
Hypatia est une formation asymétrique de dimensions 41 × 28 km avec un rebord extérieur irrégulier et rugueux qui est coupé en plusieurs endroits par des fentes étroites. Elle est plus longue le long d'un axe allant du nord au nord-nord-ouest, la bosse la plus large vers l'extérieur se trouvant du côté ouest à l'extrémité nord. Celle-ci ressemble à une fusion de plusieurs formations de cratères qui ont créé un plancher intérieur commun. Le cratère satellite Hypatia A, d'une forme de bol plus symétrique, est fixé à la bordure extérieure le long du sud-ouest.

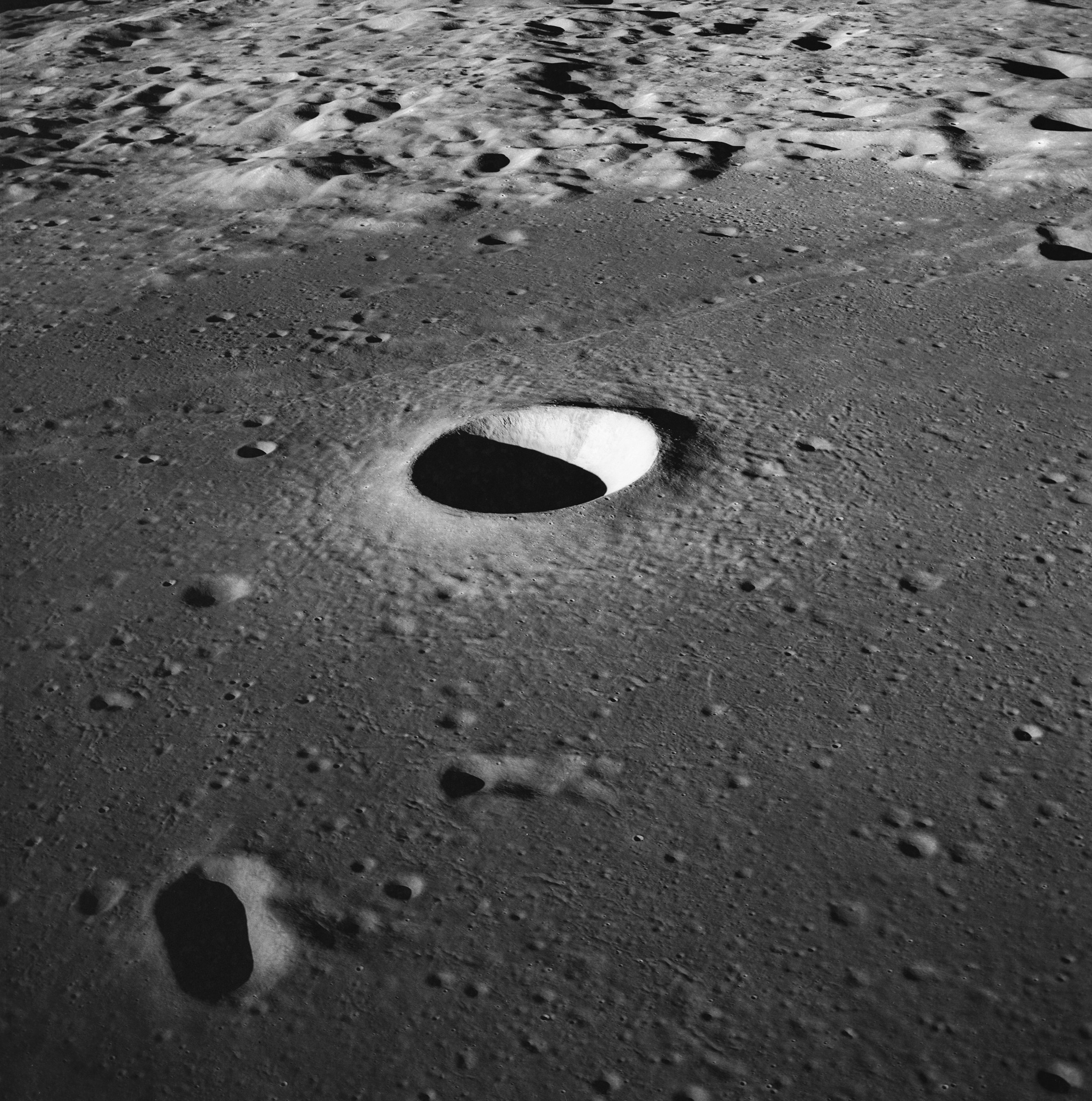
Cratère Moltke au centre avec Rimae Hypatia derrière depuis Apollo 10.

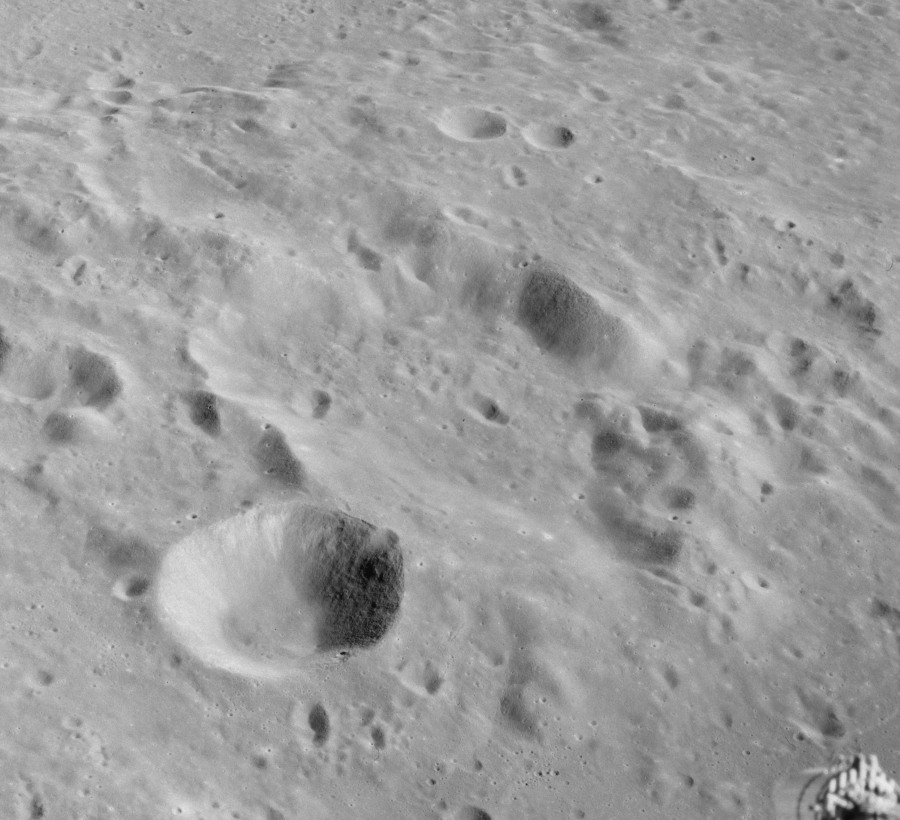
Vue oblique d'Hypatia depuis Apollo 16.

Environ 70 kilomètres au nord d'Hypatia se trouve un système de rilles linéaires appelé Rimae Hypatia. Il s'étend sur une longueur d'environ 180 km à travers la mer de la Tranquillité, et suit généralement un parcours vers le sud-sud-est.

## Cratères satellites
Par convention, ces éléments sont identifiées sur les cartes lunaires en plaçant la lettre sur le côté du point médian du cratère le plus proche d'Hypatia.
| Hypatia | Latitude | Longitude | Diamètre |
| ------- | -------- | --------- | -------- |
| A       | 4.9° S   | 22.2° E   | 16 km    |
| B       | 4.6° S   | 21.3° E   | 5 km     |
| C       | 0.9° S   | 20.8° E   | 15 km    |
| D       | 3.1° S   | 22.7° E   | 6 km     |
| E       | 0.3° S   | 20.4° E   | 6 km     |
| F       | 4.1° S   | 21.5° E   | 8 km     |
| G       | 2.7° S   | 23.0° E   | 5 km     |
| H       | 4.5° S   | 24.1° E   | 5 km     |
| M       | 5.3° S   | 23.4° E   | 28 km    |
| R       | 1.9° S   | 21.2° E   | 4 km     |